# Stefan Rogaczewski

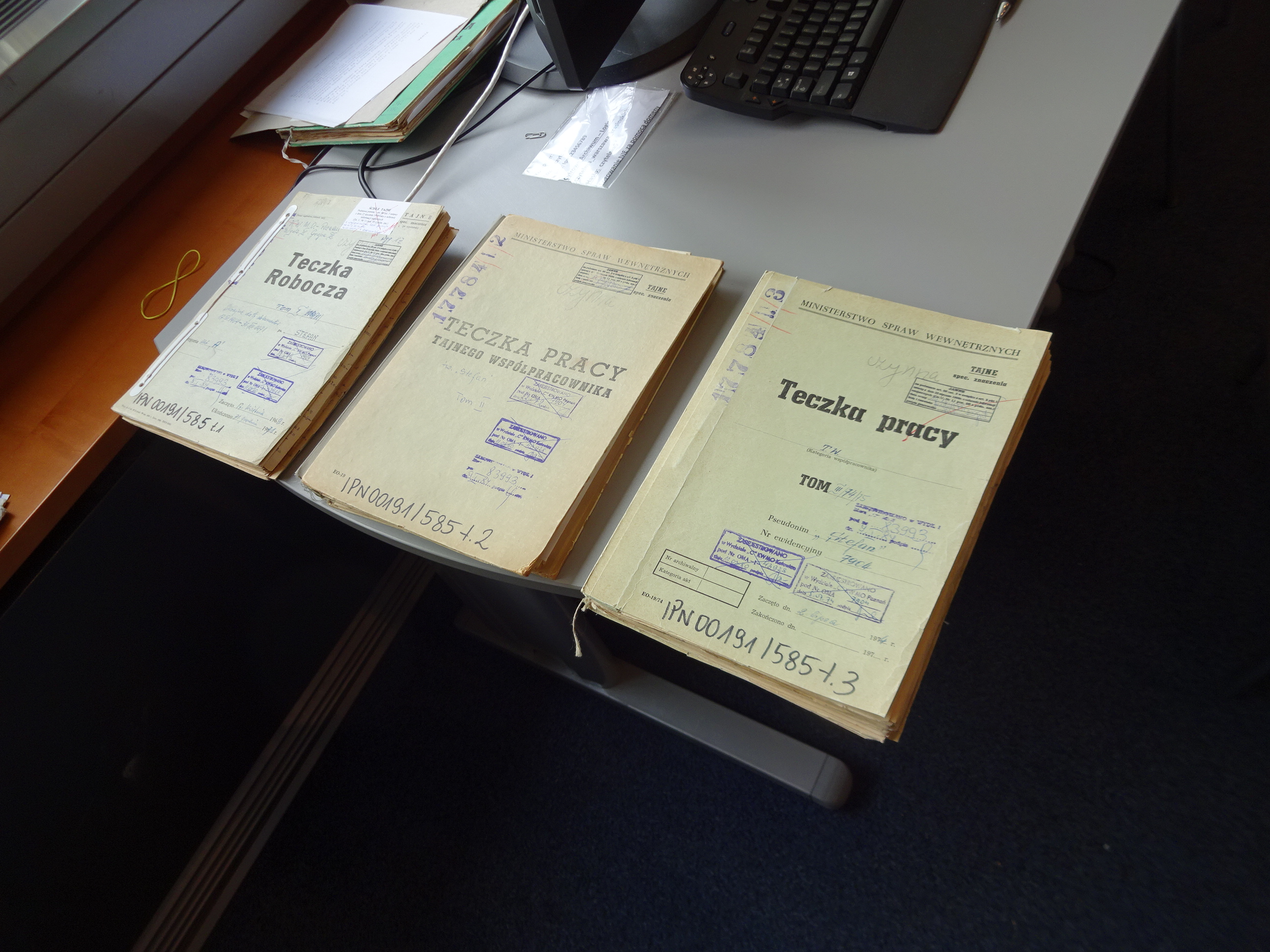
Teczki pracy TW „Stefana”

Stefan Rogaczewski (ur. 7 września 1929 w Daniłowcach koło Grodna, zm. 2 sierpnia 2018) – polski duchowny baptystyczny, wieloletni członek i skarbnik Naczelnej Rady Kościoła Chrześcijan Baptystów w PRL.

## Życiorys
Wychowywał się w rodzinie baptystycznej. W 1947 wstąpił do Seminarium Teologicznego Kościoła Chrześcijan Baptystów, z siedzibą w Malborku. W latach 1949–1953 był kaznodzieją w Kaliszu, zaś od 1953 w Krakowie, gdzie 14 czerwca 1964 został ordynowany na prezbitera. W latach 1964–1979 był prezbiterem zboru w Poznaniu, a następnie od 1979 prezbiterem zboru w Katowicach i prezbiterem okręgowym Okręgu Śląskiego Kościoła. W 1959 został wybrany po raz pierwszy do Naczelnej Rady Kościoła, zaś w latach 1964–1986 piastował funkcję skarbnika NRK. W maju 1995 na wniosek Światowego Związku Baptystycznego w uznaniu zasług otrzymał stopień doctora honoris causa McMaster University w Hamilton, w Kanadzie, a w 2003 został Honorowym Prezbiterem Okręgu Śląskiego Kościoła Chrześcijan Baptystów w RP.
Zmarł 2 sierpnia 2018. 10 sierpnia tego samego roku został pochowany na cmentarzu ewangelickim przy ul. Francuskiej w Katowicach.
W latach 1961–1966 był rozpracowywany przez SB. Od roku 1969 był tajnym współpracownikiem SB (miał pseudonim „Stefan”).